# Ovaçalış, Eflani
Ovaçalış là một xã thuộc huyện Eflani, tỉnh Karabük, Thổ Nhĩ Kỳ. Dân số thời điểm năm 2010 là 81 người.